# Scaphytopius abbreviatus
Scaphytopius abbreviatus är en insektsart som beskrevs av Delong 1916. Scaphytopius abbreviatus ingår i släktet Scaphytopius och familjen dvärgstritar. Inga underarter finns listade i Catalogue of Life.